# Michał Masłowski
Michał Masłowski (* 19. prosince 1989 Strzelin) je polský fotbalový záložník, od července 2016 působící v polském klubu Piast Gliwice, kde je na hostování z Legie Varšava. Je seniorským reprezentantem Polska.

## Klubová kariéra
Svoji fotbalovou kariéru začal v týmu Strzelinianka Strzelin, kde prošel všemi mládežnickými kategoriemi. Před jarní částí sezony 2005/06 se propracoval do prvního mužstva. V létě 2008 zamířil do klubu Zieloni Łagiewniki, odkud se po roce vrátil do Strzelinu. Před ročníkem 2010/11 jeho kroky vedl do klubu Lechia Dzierżoniów.

### Zawisza Bydgoszcz
V červenci 2011 se upsal Zawisze Bydgoszcz, se kterou v sezoně 2012/13 postoupil do Ekstraklasy. V následujícím ročníku s týmem získal Polský pohár. V Zawisze byl oporou. Střelecky nejpovedenější zápas prožil 3. 12. 2013 v 19. kole Ekstraklasy, kdy proti Piastu Gliwice (výhra 6:0) vstřelil čtyři branky. Celkem za mužstvo odehrál 86 zápasů, ve kterých vstřelil 18 branek.

### Legia Varšava
Michałovi výkony neušli pozornosti polskému velkoklubu Legii Varšava, kam v zimě 2014/15 za údajně 800 tisíc eur přestoupil a podepsal kontrakt do konce ročníku 2018/19. Po půl roce svého působení v Legii získal s týmem polský pohár.
V červenci 2015 nastoupil za Varšavu k utkání Superpoháru, ve kterém Legia porazila Lech Poznań (3:1). S celkem se představil v sezoně 2015/16 ve 2. předkole Evropské ligy UEFA proti rumunskému FC Botoșani (výhry 1:0 a 3:0). V dalším předkole už hráč nenastoupil. Ročníku 2015/16 dopadl pro Legii nadmíru dobře, jelikož získala double, tedy prvenství v domácím poháru (Masłowski v něm nehrál) i v nejvyšší soutěži.

### Piast Gliwice
Před sezonou 2016/17 odešel na roční hostování s opcí do Piastu Gliwice. Do klubu přišel jako možná náhrada za Kamila Vacka.

#### Sezona 2016/17
S Piastem se představil ve 2. předkole Evropské ligy UEFA, kde klub narazil na švédský tým IFK Göteborg, kterému podlehl 0:3 a remízoval s ním 0:0. V Ekstraklase za Gliwice debutoval v ligovém utkání 1. kola (17. 7. 2016) proti týmu KS Cracovia (prohra Piastu 1:5), odehrál 73 minut.

## Reprezentační kariéra
Od roku 2014 je polským seniorským reprezentantem. V A-týmu reprezentace Polska debutoval 18. ledna 2014 v přátelském utkání proti reprezentaci Norska (výhra 3:0).

### Reprezentační zápasy
Zápasy Michała Masłowskiho v A-mužstvu Polska
| Rok                 | Zápasy | Góly |
| ------------------- | ------ | ---- |
| 2014                | 3      | 0    |
| Celkem              | 3      | 0    |
| Platí k 13. 7. 2016 |        |      |